# Mercedes Tijero de Alayza
María Mercedes Tijero Nuñez del Arco de Alayza es una política peruana. Fue la primera, y hasta la fecha única, alcaldesa del distrito de La Molina.
Miembro de Acción Popular, participó en las elecciones municipales de 1963 como candidata a regidora metropolitana por la Alianza Acción Popular - Democracia Cristiana liderada por Luis Bedoya Reyes. Ejerció ese cargo en el periodo 1963 a 1966. Para las elecciones municipales de 1966 se presentó como candidata de la Alianza a la alcaldía del distrito de La Molina en la provincia de Lima, obteniendo la elección con el 51.253% de los votos convirtiéndose en la primera, y hasta la fecha única, alcaldesa de ese distrito. Ocupó ese cargo en el periodo entre 1967 y 1968 ya que su mandato fue interrumpido por el gobierno militar.
Luego del gobierno militar, en las elecciones generales de 1980 fue elegida diputada por Lima Metropolitana. Durante su gestión fue miembro de las comisiones de relaciones exteriores en las legislaturas de 1983 y 1984. Luego de ello, se retiró de la política activa hasta 1998 cuando se presentó a las elecciones municipales tentando nuevamente la alcaldía distrital de La Molina sin éxito.